# Oidium anacardii
Oidium anacardii är en svampart som beskrevs av F. Noack 1898. Oidium anacardii ingår i släktet Oidium och familjen Erysiphaceae.   Inga underarter finns listade i Catalogue of Life.